# 天主教科羅科羅自治監督區
天主教科羅科羅自治監督區（拉丁語：Praelatura Territorialis Corocorensis）是玻利維亞一個羅馬天主教自治監督區，屬拉巴斯總教區。
自治監督區於1949年12月25日成立，位於拉巴斯省南部，2004年時有190,430名教友（佔轄區總人口90.3%）、28個堂區和16名司鐸。監督現時出缺，榮休監督為若蘇厄·奧斯定·洛佩斯-德-拉馬和多利坡·蒂科納-波爾科樞機。